# Live In Marseille
Live In Marseille es un álbum en vivo de la banda noruega de black metal, Mayhem. El disco fue grabado en vivo en la ciudad francesa de Marsella.
Fue publicado también en formato VHS/DVD 

## Lista de canciones

### CD
1. "Intro (Silvester Anfang)" – 1:57
2. "In the Lies Where Upon You Lay" – 4:41
3. "Fall of Seraphs" – 5:34
4. "Carnage" – 4:25
5. "Crystalized Pain In Deconstruction" – 3:40
6. "Buried by Time and Dust" – 3:33
7. "Symbols of Bloodswords" – 4:14
8. "View From Nihil" – 3:47
9. "Deathcrush" – 3:28
10. "To Daimonion" – 3:20
11. "Freezing Moon" – 6:14
12. "Chainsaw Gutsfuck" – 4:39
13. "A Time to Die" – 1:53
14. "Pure Fucking Armageddon" – 1:49
15. "I Am Thy Labyrinth / From the Dark Past" – 8:26

### VHS/DVD
1. "Intro (Silvester Anfang)" – 1:57
2. "In the Lies Where Upon You Lay" – 4:41
3. "Fall of Seraphs" – 5:34
4. "Carnage" – 4:25
5. "Crystalized Pain In Deconstruction" – 3:40
6. "Buried by Time and Dust" – 3:33
7. "Symbols of Bloodswords" – 4:14
8. "View From Nihil" – 3:47
9. "Deathcrush" – 3:28
10. "To Daimonion" – 3:20
11. "Freezing Moon" – 6:14
12. "Chainsaw Gutsfuck" – 4:39
13. "A Time to Die" – 1:53
14. "Pure Fucking Armageddon" – 1:49
15. "From the Dark Past"

## Créditos
- Maniac (Sven Erik Kristiansen) - Voz
- Blasphemer (Rune Eriksen) - Guitarra
- Necrobutcher (Jørn Stubberud) - Bajo
- Hellhammer (Jan Axel Blomberg) - Batería